# Silvie Defraoui

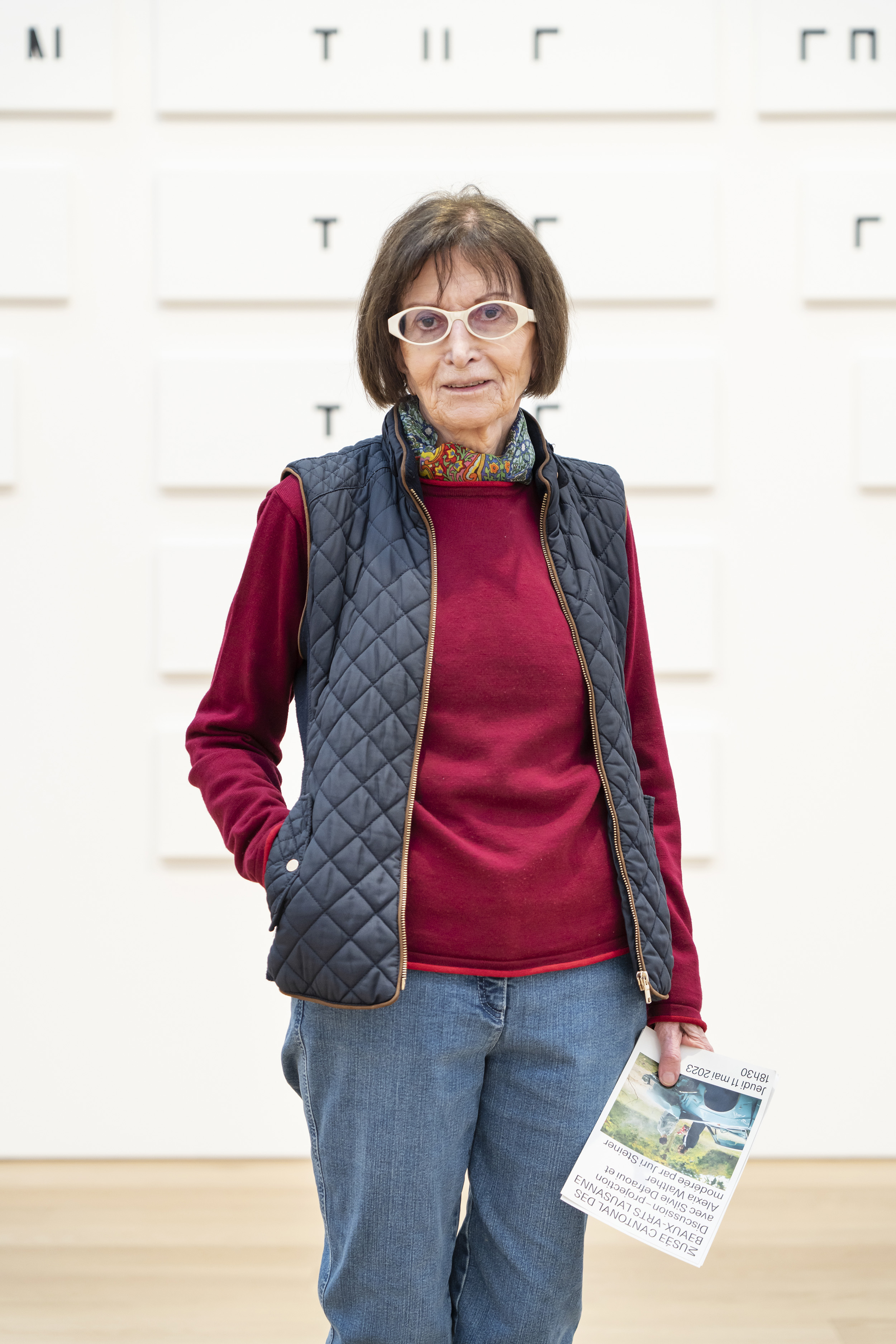
Silvie Defraoui, Musée cantonal des Beaux-Arts de Lausanne, 2023

Silvie Defraoui (* 7. Dezember 1935 als Silvia Rehsteiner in St. Gallen) ist eine Schweizer Künstlerin.

## Leben und Wirken
Silvie Defraoui, geborene Rehsteiner, brach in den 1950er Jahren nach Algier auf, um dort an der Kunsthochschule Malerei zu studieren. Noch vor dem Ausbruch des Algerienkriegs 1954 kehrt sie in die Schweiz zurück, besuchte die Ecole des arts décoratifs in Genf und ließ sich dort in Keramik ausbilden. Zwischen 1975 und 1994 arbeitete sie zusammen mit Chérif Defraoui (1932–1994). Ab 1974 bis 1999 lehrte Silvie Defraoui an der l’École supérieure d’art visuel de Genève und gründete dort zusammen mit ihrem Lebenspartner ein Mixed-Media-Studio, das Atelier Média Mixtes, das zwei Generationen an Videokünstlern hervorgebracht hat (darunter Eric Lanz, Marie José Burki, Simon Lamunière, aber auch Emmanuelle Antille, Fernandez, Frédéric Moser und Philippe Schwinger.). Silvie Defraoui ist Mitglied der «Stiftung Ostschweizer Kunstschaffen», der Eidgenössischen Kunstkommission und verschiedener anderer Jurys.
Silvie Defraoui nutzt verschiedene künstlerische Ausdrucksmittel: Installation, Fotografie, Malerei, Siebdruck und Video. Thematisch beschäftigt sie sich mit Dualitäten: Mann–Frau, Mensch–Tier, Morgenland–Abendland, Erinnerung–Gegenwart, Kunst–Ware, Tradition–Erfindung.
Archives du futur/Archive der Zukunft ist ein übergreifendes Projekt, dem die Künstlerin auch nach dem Tod ihres Mannes Werke beifügt.
Silvie Defraouis Werke werden international ausgestellt, unter zahlreichen anderen im MoMA PS1 in New York. 1992 war sie Teilnehmerin der Documenta IX in Kassel.

## Auszeichnungen
- 2006: Kulturpreis der Stadt St. Gallen
- 2007: Prix de la Ville de Genève
- 2008: Grand Prix de la Fondation Vaudoise pour la Culture
- 2008: Kulturpreis des Kantons Waadt
- 2014: Prix d’art de la fondation BEWE